# Bobbejaan Schoepen
Bobbejaan Schoepen (né Modest-Hyppoliet-Joanna Schoepen le 16 mai 1925 à Boom et mort le 17 mai 2010 à Turnhout) est un chanteur-guitariste belge. Il a également été amuseur, parodiste, acteur, et connu pour ses talents de siffleur accompli et virtuose. Il est le fondateur et l'ancien directeur du parc d'attractions Bobbejaanland.
Bobbejaan Schoepen est un pionnier de la variété belge et de la musique pop. D'abord parce qu'il a été le premier chanteur belge à percer au niveau international, mais aussi parce qu'il a été le premier qui a fait usage d'un équipement moderne, d'un bus de tournée et du sponsoring artistique. C'est lui encore qui a introduit les premières productions de country en Belgique et aux Pays-Bas (1948), en Allemagne (1950) et plus tard en Autriche ,.

## Historique
Il débute en 1943 avec un mémorable concert à l'Ancienne Belgique d'Anvers. Devant une salle pleine à craquer, il chante la chanson sud-africaine Mama, ek wil 'n man hê (Maman, j'aimerais avoir un homme) dans lequel la fille répond à la suggestion de sa mère de prendre un Allemand : "Non maman. Un Allemand, j'n'en veux pas. Le Schweinefleisch, j'n'aime pas ça". Il sera emmené par les nazis et l'Ancienne Belgique sera fermée pendant deux semaines.

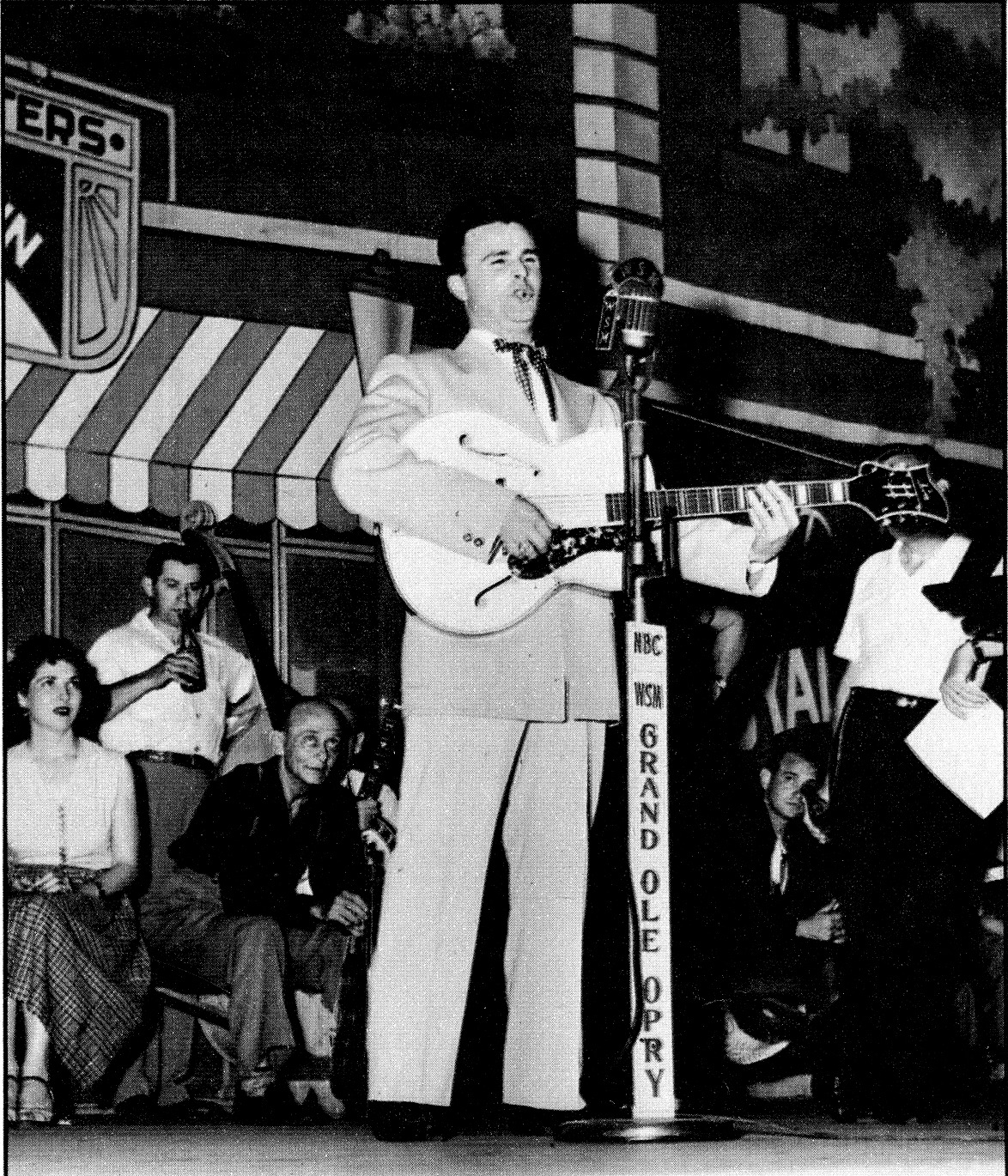
Bobbejaan dans Grand Ole Opry, 1953

Schoepen est un chanteur et un guitariste de formation classique, un artiste polyvalent qu'il est difficile de ranger dans un seul tiroir. Il est présenté comme un chanteur populaire au style musical très large et comme amuseur-fantaisiste maîtrisant l'art de l'autodérision (son nom d'artiste vient de la chanson sud-africaine "Bobbejaan klim die berg" (Bobbejaan, cette montagne, montes-y). Son répertoire de 495 chansons a vendu 5 millions de disques, y compris des reprises d'autres artistes internationaux. On y trouve de la variété, due la satire, de la musique instrumentale de film, de la chanson, de la country, et même de la musique populaire carrément fofolle. Quelques-uns de ses plus grands succès sont la chanson réaliste "Cheveux gris" et la parodie "Café sans export". Richard Anthony a obtenu un franc succès avec l'adaptation en français Je me suis souvent demandé (N°1 en France, 3 avril 1965 Billboard) et aussi avec la translation "A veces me pregunto" (N°1 en Argentine, 25 décembre 1965 Billboard). En 30 juin 1965 à Paris, ce morceau valut à Schoepen une distinction artistique en tant que compositeur.
En 1951, Toots Thielemans accompagnait le guitariste lors de la tournée Bobbejaan à travers les Flandres. Bobbejaan a fait des tournées dans une vingtaine de pays, avec entre autres, Joséphine Baker, Gilbert Bécaud, Caterina Valente et Jacques Brel, qui en 1955 a organisé son avant-programme à l'Ancienne Belgique de Bruxelles. En 1957 il a représenté la Belgique lors du deuxième Concours Eurovision de la chanson et a participé au bal de Gala de la Reine-Mère anglaise en 1958. Il est probablement aussi le seul Européen (si l'on excepte les britanniques) qui ait joué au Grand Ole Opry à Nashville, la Mecque de la musique country.

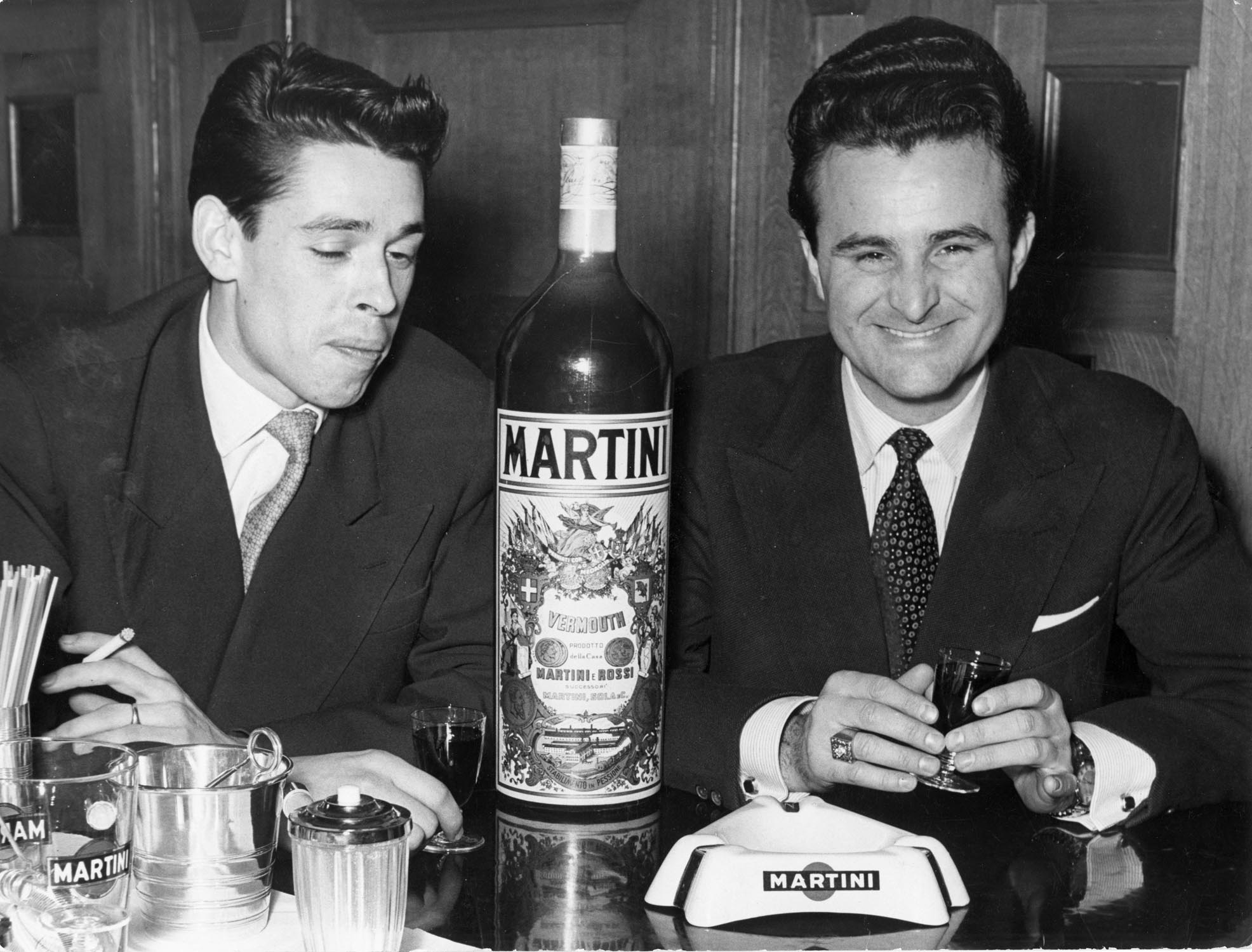
Bobbejaan Schoepen et Jacques Brel en 1955 à l'Ancienne Belgique

Bobbejaan Schoepen ne craignait pas les expériences un peu en marge : il a joué dans 5 films musical, il a enregistré des disques avec le manager Steve Sholes pour le RCA à New York, il a voyagé avec son propre show présenté sous un chapiteau de cirque et a, par la suite, fait construire sa propre salle de théâtre. Il a également fondé et dirigé un parc d'attractions qui aura une renommée internationale, Bobbejaanland. Cette œuvre de toute une vie a commencé lorsque Schoepen, après 15 ans de tournée, chercha, en 1959, un endroit où se fixer. Le parc est peu à peu devenu un pôle d'attraction touristique au Benelux ainsi qu'aux frontières de la France et de l'Allemagne.
Il a également connu le creux de la vague. Par deux fois il s'est retrouvé en prison en temps de guerre. À la suite d'une intervention chirurgicale, il a perdu sa capacité virtuose à siffler. Il y a peu de temps, il a souffert d'un cancer des intestins, ce qui lui a donné l'envie de revenir à ses premières amours, la musique. Le parc Bobbejaanland a été vendu en 2004 à un groupe espagnol de parcs d'attractions.
En 2005, il est brièvement apparu sur scène à quatre reprises, sans que ce soit prévu, à l'occasion du festival littéraire de Saint-Amour.
En mai 2008, après 35 ans, il a sorti un nouveau CD avec des artistes invités comme Axelle Red, Nathalie Delcroix (Laïs), Daan, et la chanteuse d'Hooverphonic, Geike Arnaert.
Juillet 2008, Bobbejaan Schoepen a été intronisé au Whistlers Hall of Fame, considéré comme le panthéon des chanteurs-siffleurs. Le prix est attribué par l'International Whistlers Convention (IWC), en Caroline du Nord, aux États-Unis. Le Belge est le premier Européen qui rejoint ainsi des artistes aussi connus que le crooner américain Bing Crosby.

## Citations
- Je n’ai pas été un enfant prodige. Lorsque je repense à mes années d’enfance, je n’y retrouve aucun signe avant-coureur de mes futurs succès. La seule matière dans laquelle j’étais vraiment brillant n’apparaît dans aucun programme scolaire : siffler (HUMO 1964) »
- Bobbejaan Schoepen est un vrai pro qui, avec sa country un peu jazzy, avec sa voix profonde et angélique, avec son humour populaire un peu excentrique, est parvenu à se faire sa marque commerciale, qu’il a ensuite réussi à transformer en un parc d’attractions. (Dead Man Ray, 1999)
- Le bonheur, c’est le moment où on ne souffre pas (HUMO 2005)

## Distinctions et nominations de Bobbejaan Schoepen
- Titre honorifique pour courage et sens du sacrifice lors du soutien musical des combattants néerlandais au front d’Indonésie, décerné par le Général Bay, commandant en chef des troupes néerlandaises au Java oriental, 1949.
- "Grand Prix du Gramophone" pour le meilleur chanteur de Flandre (NIR et Studio Gent, 15 mars 1955).
- Éducation Artistique, diplôme de Croix d’Honneur de Chevalier. Décerné le 30 juin 1965 par l’“Académie Nationale Artistique Littéraire et Scientifique, Paris” (no 5177).
- Disque de platine pour 30 ans de tubes flamands, Telstar 1978.
- 25 disques d’or.
- Chevalier de l’Ordre de la Couronne, 9 avril 1986, décerné par le ministère de la Communauté Flamande.
- Médaille de la SABAM - Promotion artistique belge, 19 janvier 1993 et 26 septembre 1995.
- Titre d’Officier de l’Ordre de Léopold II, 26 septembre 1995, décerné par le ministère de la Communauté Flamande.
- Place d'Honneur - Radio 2 Eregalerij et SABAM, 2000.
- "Cheveux gris" (nomination Radio 2 et SABAM ("Eregalerij", novembre 2000).
- "Lichtjes van de Schelde" (nomination Radio 2 et SABAM ("Eregalerij", novembre 2005).
- "Lichtjes van de Schelde" — place d'Honneur Radio 2 et SABAM ("Eregalerij", novembre 2006).
- "Lifetime Achievement Award", ZAMU Award 2006 (Ancienne Belgique, Bruxelles, 13 février 2007).
- "Whistlers Hall of Fame" - Award — International Whistlers Convention, Caroline du Nord, États-Unis

## Managers
- Europe : Jacques Kluger
- Danemark et Islande : Syd Fox
- États-Unis : Steve Sholes

## Sources
- Bobbejaan Schoepen (Johan Roggen, Uitgeverij het Volk, 1980)
- De Vlaamse kleinkunstbeweging na de Tweede Wereldoorlog - Een historisch overzicht (Peter Notte, Universiteit Gent 1992)
- Bobbejaan Schoepen — Histories documentaire, 4 januari 2001 (Canvas)
- Bobbejaan Schoepen — Het Belgisch Pop & Rock Archief (Dirk Houbrechts en Muziekcentrum Vlaanderen, 2001)
- Brel Le flamand — Histories documentaire, 2003 (Canvas)
- Le site officiel de Bobbejaan Schoepen.